# محطة الرباط المدينة

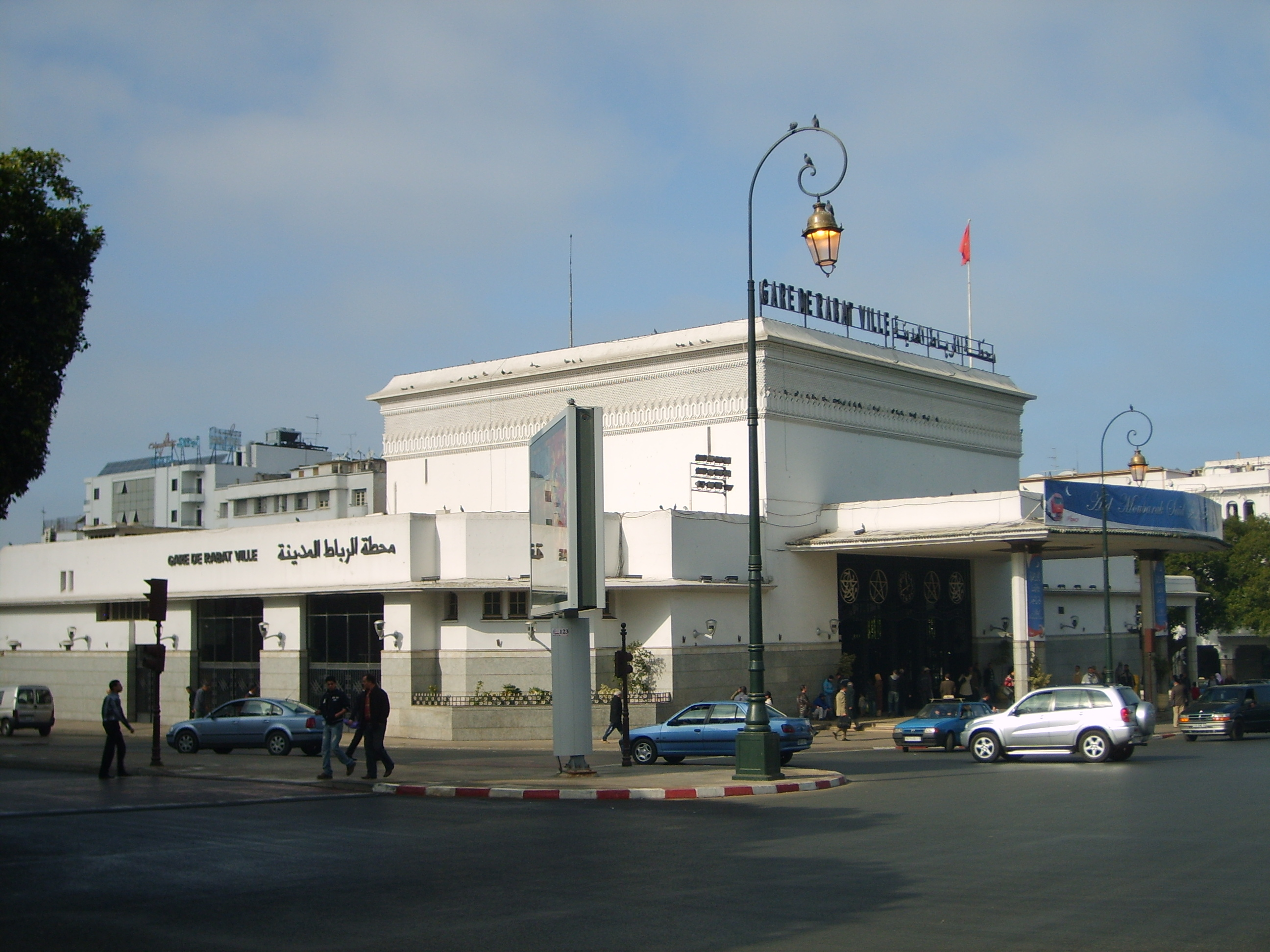
المحطة من الخارج

محطة الرباط المدينة أحد أهم محطات السكك الحديدية في المغرب، وتتيح للمسافرين بالقطار الوصول إلى أنحاء المدينة عبر ترامواي الرباط - سلا.
محطة الرباط المدينة هي المحطة الرئيسية للسكك الحديدية في العاصمة المغربية، وتُعد من أقدم المحطات في البلاد، حيث تم افتتاحها عام 1923. تقع في قلب الرباط على شارع محمد الخامس، وتُعتبر نقطة وصل حيوية بين وسط المدينة والمعالم التاريخية المجاورة مثل متحف محمد السادس للفن الحديث والمعاصر والمتحف الأثري.

## التاريخ والتطور المعماري
تتميز المحطة بطراز معماري يجمع بين فن الآرت ديكو والتأثيرات المغربية التقليدية. شهدت المحطة عدة مراحل من التحديث، أبرزها مشروع إعادة التأهيل الذي بدأ في عام 2016. غير أن المشروع توقف لاحقًا بسبب اعتراضات من اليونسكو على التصميم الجديد الذي لم يكن متناسقًا مع الطابع التاريخي للمبنى الأصلي. في عام 2024، تم تكليف المهندس يوسف ملحي بإعادة تصميم المحطة، مع التركيز على الحفاظ على الطابع المعماري الأصلي وتحديث المرافق لتلبية احتياجات المسافرين المعاصرين.

## الخدمات والمرافق
توفر محطة الرباط المدينة مجموعة من الخدمات للمسافرين، بما في ذلك:
- صالات انتظار مريحة
- أجهزة الصراف الآلي
- مقاهي ومطاعم
- شاشات عرض إلكترونية للمواعيد
- محلات تجارية

كما ترتبط المحطة بشبكة ترامواي الرباط-سلا، مما يسهل التنقل داخل المدينة وبين المدن المجاورة.